# チラウン・カイチ
チラウン・カイチ（モンゴル語: Čila'un Qayiči、生没年不詳）は、12世紀末にチンギス・カンに仕えたジャアト・ジャライル部出身の有力者。
『元史』などの漢文史料では赤老温愷赤(chìlǎowēn kǎichì)と記される。「チラウン(Čila'un)」は「石」、「カイチ(Qayiči)」は「鏃」を意味するモンゴル語で、あわせて「石鏃」を意味する名前となる。

## 概要
1196年、モンゴル部の君主チンギス・カンが積年の仇敵であるタタル部を討伐しようとした時、日頃から反抗的であった配下のジュルキン氏は出兵を拒否していた。その後、チンギス・カンはケレイト部や金朝と協力してウルジャ河の戦いでタタル部に勝利し、更に返す刀で出兵を拒否したジュルキン部をも殲滅してしまった。ジュルキンの遊牧地を奪ったチンギス・カンの下にやってきたのがジャアト・ジャライル部族の有力者グウン・ゴア、チラウン・カイチ、ジェブケの3人で、この3人は元来ジュルキンの配下にあったが、ジュルキンの滅亡にあって今度はチンギス・カンに忠誠を誓うこととなった。
なお、『元朝秘史』によるとこの時チラウン・カイチはトゲとカシという二人の息子を伴ってチンギス・カンの下に帰参したと記されているが、『元史』にはもう一人チョアという息子がいたとも記されている。グウン・ゴアの子のムカリはチンギス・カンの御家人筆頭としてモンゴル帝国の最高幹部となり、その一族もモンゴル帝国の高官として活躍するようになった。チラウン・カイチの一族もムカリ家には及ばないまでも、多数の高官を輩出した。

## 子孫

### トゲ
『元朝秘史』では父のチラウン・カイチ、弟のカシとともにチンギス・カンの下に帰参したと記される。後にトゲは千人隊長（ミンガン）となり、その息子のブギデイはケシクテイ（親衛隊）の隊長の一人となった。

### カシ
『元朝秘史』では父のチラウン・カイチ、兄のトゲとともにチンギス・カンの下に帰参したと記されるが、他に記述はなく詳細は不明。

### チョア
『元朝秘史』に言及はないが、『元史』巻124モンケセル伝ではチラウン・カイチ（赤老温愷赤）の息子とされる。チンギス・カンの弟のジョチ・カサルから直属の部下になるよう持ちかけられても断ったことなどによりチンギス・カンに気に入られ、コルチ（箭筒士）に任ぜられていた。
チョアは騎射を得意としたことで知られており、ある日チンギス・カンが賊に遭遇した時、近くにいたチョアはチンギス・カンの命によって空を飛ぶ番いの鳥の内、雄のみを射貫いて見せた。これを見た賊は「天空を飛ぶ鳥すら逃さず射貫くのであれば、我々も逃れることができないだろう」と語って戦わずして逃げてしまったという逸話が記録されている。チョアは戦闘でお多くの功績を挙げており、ナイマン部との戦いでは敵軍の精鋭が攻めてきてもチョアの部隊は微動だにせず、敵軍の前進を阻んだ。また、メルキト部との戦いでモンゴル軍が劣勢に陥った時にはチョアとその兄弟がチンギス・カンの周囲を守り、ジェルメの救援によって難を逃れたという。
チョアの息子のノカイも同様にチンギス・カンに仕え、多くの功績を挙げて洛陽の民戸175を与えられた。ノカイの息子のモンケセルはチンギス・カンの孫のモンケに仕えてその側近となり、モンケが第4代皇帝に即位するとその筆頭御家人として絶大な権勢を振るった。

## ジャアト・ジャライル部チラウン・カイチ家
- チラウン・カイチ（Čila'un qayiči ＞赤老温愷赤/chìlǎowēn kǎichì）
  - トゲ（Tüge ＞禿格/tūgé）
    - ブギデイ（Bügidei ＞不吉歹/bùjídǎi）

  - カシ（Qaši ＞合失/héshī）
  - チョア（Čo'a ＞搠阿/shuòā）
    - ノカイ（Noqai ＞那海/nàhǎi）
      - 大断事官モンケセル（Möngkeser ＞忙哥撒児/mánggēsāér,منكاسار/munkāsār）
        - 万人隊長トゴン（Toγon ＞脱歓/tuōhuān）
        - ドルジ（Dorǰi ＞脱児赤/tuōérchì）
          - メンリ・テムル（Mengli temür ＞明礼帖木児/mínglǐ tièmùér）

        - エセン・テムル（Esen temür ＞也先帖木児/yĕxiān tièmùér）
          - ハルガスン（Qarγasun ＞哈剌合孫/hālàhésūn）

        - テムル・ブカ（Temür buqa ＞帖木児不花/tièmùér bùhuā）
          - 中書右丞相パーディシャー（Pādišāh ＞伯答沙/bǎidāshā）

        - ヒンドゥクル（Hinduqur ＞هندقور/hindūqūr）